# 德度司他
德度司他（开发代号ZYAN1）是一种含氮杂环化合物，分子式C16H16N2O6，由Zydus Life Sciences开发，用于治疗慢性肾脏病引起的贫血。